# Jamie Behar
Jamie Behar, właśc. James Behar (ur. 27 czerwca 1976) – amerykański muzyk pochodzący z Nowego Jorku. Obecnie jest wokalistą i gitarzystą zespołu screamo Off Minor, a także gra na basie w zespole Olde Ghost. W latach 1997–1999 grał w Saetii. Studiuje medycynę.
Jamie założył Saetię w 1997 wraz z wokalistą Billym Wernerem, perkusistą Gregiem Drudym i basistą Alexem Madarą. Razem wydali dwa minialbumy i jedną płytę. Saetia rozpadła się w październiku 1999. Jeszcze w tym samym miesiącu Jamie założył Off Minor wspólnie z Mattem Smithem i Stevenem Roche. Do tej pory zespół wydał dwie płyty i cztery splity. Behar inspiruje się jazzem, co można usłyszeć na nagraniach zarówno Saetii, jak i Off Minor.